# 기성중학교 (대전)
기성중학교(杞城中學校)는 대한민국 대전광역시 서구 흑석동에 있는 공립 중학교이다.

## 학교 연혁
- 1967년 11월 8일 : 기성중학교 설립 인가(남, 여 6학급)
- 1968년 3월 28일 : 개교 및 입학식
- 1971년 1월 13일 : 제1회 졸업식(66명)
- 1994년 3월 1일 : 학칙 변경 인가(6학급)
- 2012년 9월 1일 : 스마트교육 연구학교 선정
- 2024년 1월 12일 : 제54회 졸업식(졸업생 9명, 5,476명)
- 2024년 3월 1일 : 제25대 박봉규 교장 취임
- 2024년 3월 4일 : 입학식(입학생 남 7명, 여 8명 총 15명)

## 참고 자료
- 기성중학교 - 한국교육학술정보원 학교알리미